# Камеамеа V
Камеамеа V (11 декабря 1830 — 11 декабря 1872; имя при рождении Лот Капуаива) — правитель Королевства Гавайи с 1863 по 1872 год.

## Биография

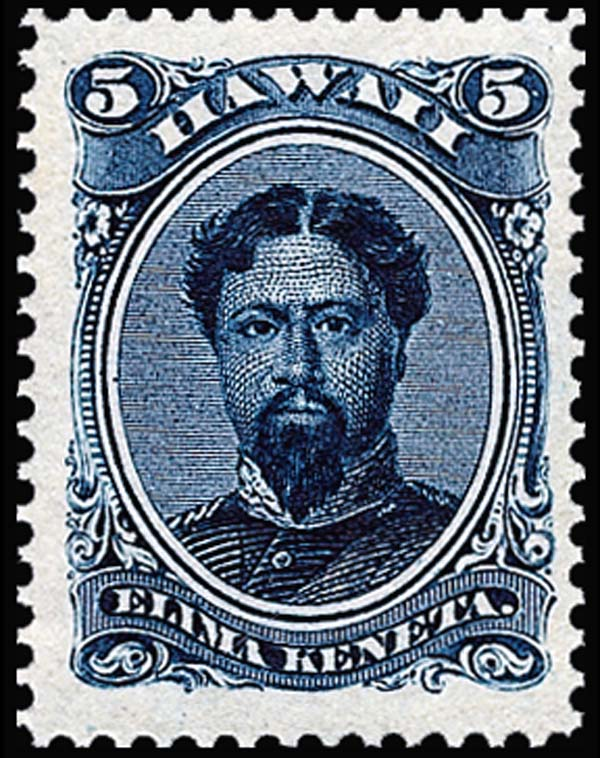
На марке, 1866

Считается последним выдающимся правителем Гавайев.
Он активно содействовал развитию строительства в стране, также при нём была принята новая конституция королевства.